# Johanna Wagner

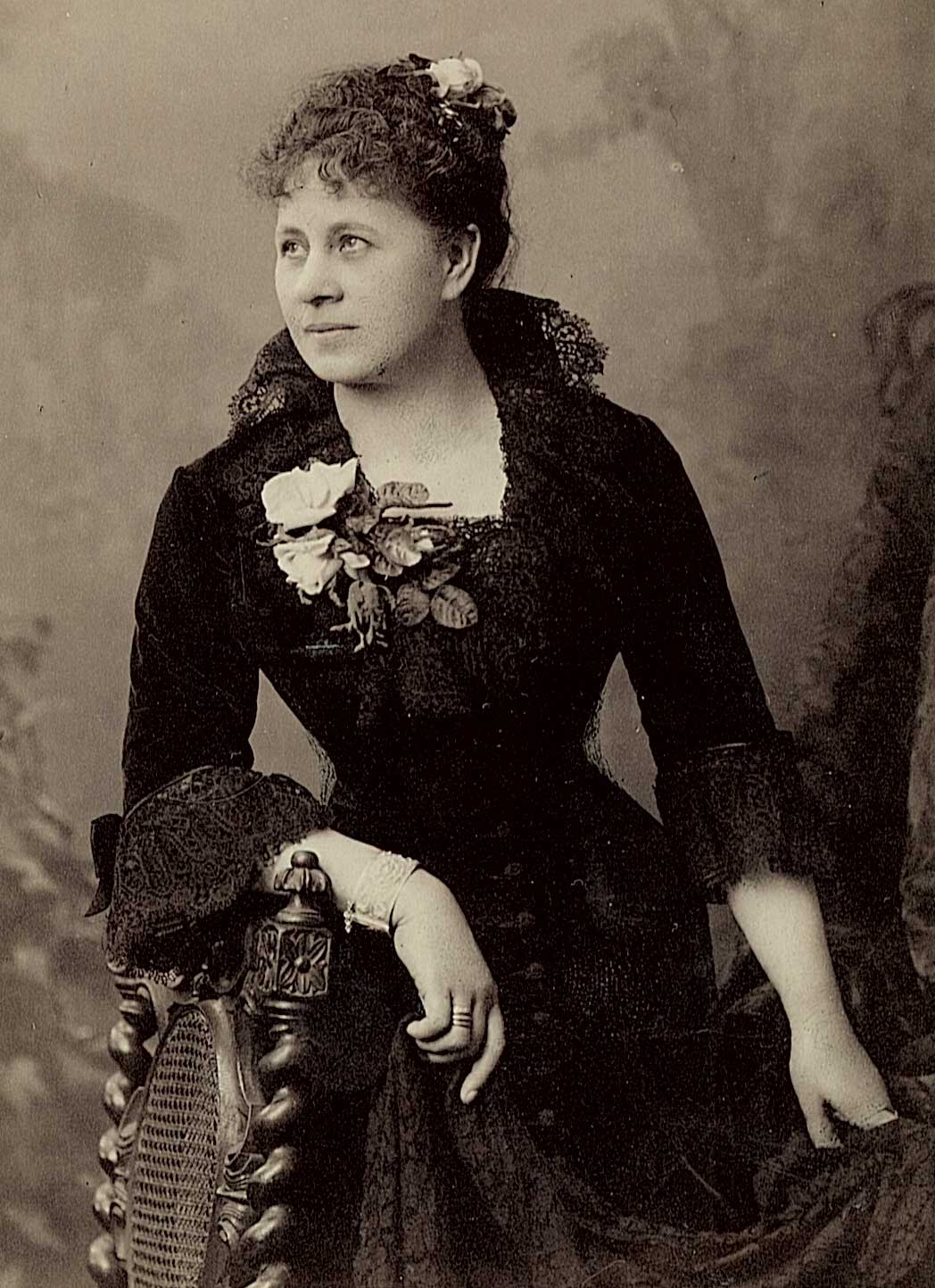
Johanna Wagner um ca. 1860

Johanna Wagner (auch Johanna Jachmann-Wagner; * 13. Oktober 1828 in Seelze bei Hannover; † 16. Oktober 1894 in Würzburg) war eine deutsche Opernsängerin (Sopran) und Nichte des Komponisten Richard Wagner.

## Leben
Johanna Wagner war eine Tochter des Sängers (Tenor) und Regisseurs Albert Wagner (1799–1874), dem älteren Bruder von Richard Wagner. Sie debütierte bereits mit 13 Jahren als Schauspielerin am Herzoglich-Bernburgischen Hoftheater in Ballenstedt, zeigte jedoch bald so entschiedene musikalische Anlagen, dass sie sich unter Leitung ihres Vaters zur Sängerin ausbildete. Ihre Gesangslehrer waren Pauline Viardot-Garcia, Manuel Patricio Rodríguez García und Marco Bordogni.
Nach einem glücklichen Debüt als Page in „Die Hugenotten“ wurde sie 1844 von ihrem Onkel Richard Wagner, der inzwischen Kapellmeister in Dresden geworden war, bei der dortigen Hofbühne engagiert. Am 19. Oktober 1845 war sie die erste „Elisabeth“ in der Uraufführung des „Tannhäuser“. In Paris nahm sie bei Manuel Garcia Gesangsunterricht, der ihre Anlage zum Alt mit ihrem Sopran in Harmonie brachte, erneut in Dresden hatte insbesondere ihre Rivalin Wilhelmine Schröder-Devrient (1804–1860) nachhaltigen Einfluss auf ihre Entwicklung.
Nachdem die Stellung Richard Wagners in Dresden unmöglich geworden war, verließ auch sie 1849 die dortige Bühne und nahm ein Engagement in Hamburg an. Später sang sie mit ausgezeichnetem Erfolg in Wien und in Berlin und wurde in letzterer Stadt auf zehn Jahre engagiert (1850–1860) und 1853 zur königlichen Kammersängerin ernannt. In London gastierte sie 1856 als Romeo in I Capuleti e i Montecchi und übernahm damit eine der Paraderollen der Schröder-Devrient.
1859 verheiratete sie sich mit dem Landrat Alfred Jachmann (1829–1918) und trat 1862 von der Opernbühne zurück, wurde aber zwei Jahre später im königlichen Schauspielhaus wieder angestellt und wirkte dort als klassische Tragödin mit bedeutenden Erfolgen in Rollen wie Iphigenie und Lady Macbeth bis zu ihrer Pensionierung im Jahr 1872. Danach widmete sie sich der Gesangsausbildung von Schülerinnen, war von 1881 bis 1884 an der königlichen Musikschule in München tätig und später bis kurz vor ihrem Tod in Würzburg.
Neben den Werken Glucks waren es vorzugsweise die Opern Giacomo Meyerbeers, in denen sie Ausgezeichnetes leistete. Im Schauspiel gehörten Antigone, Iphigenie, Brünhild, Lady Macbeth zu ihren hervorragendsten Leistungen.

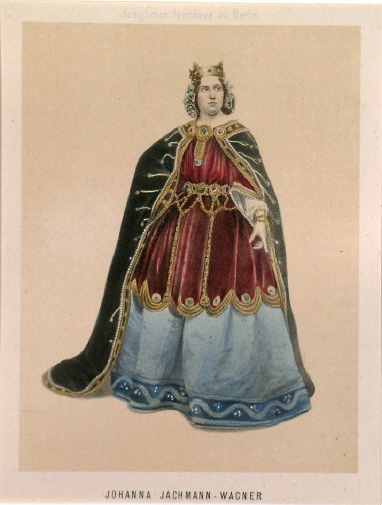
Johanna Jachmann-Wagner als Ortrud an der Berliner Oper (um 1860)

## Rollen (Auswahl)
- Elisabeth – Tannhäuser und der Sängerkrieg auf Wartburg (Richard Wagner)
- Page – Die Hugenotten (Giacomo Meyerbeer)

## Schüler (Auswahl)
- Christine Friedlein, Anna Henneberg, * Mathilde Hummel, Adrienne Weitz